# Amber Offshore

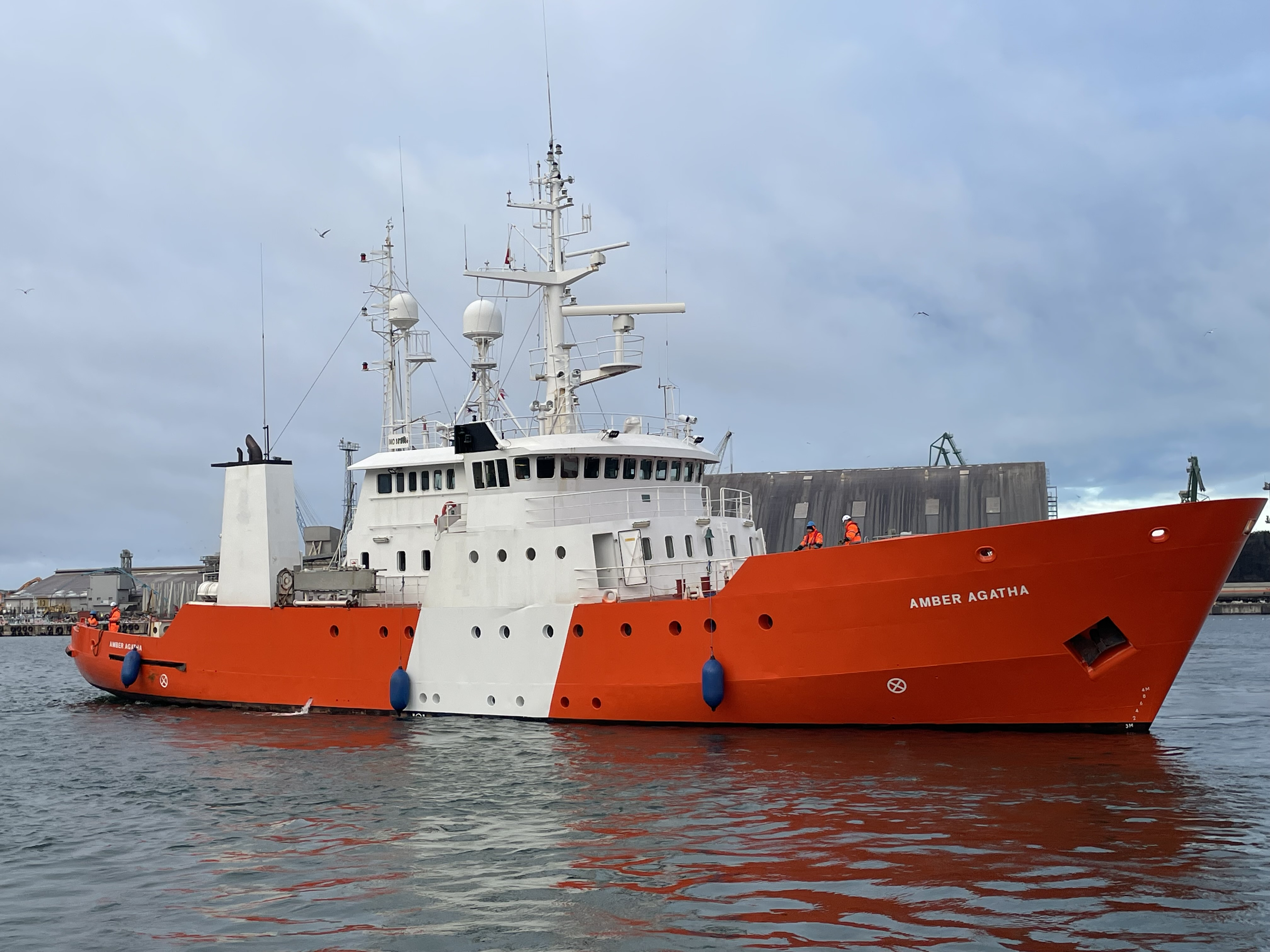
Amber Agatha

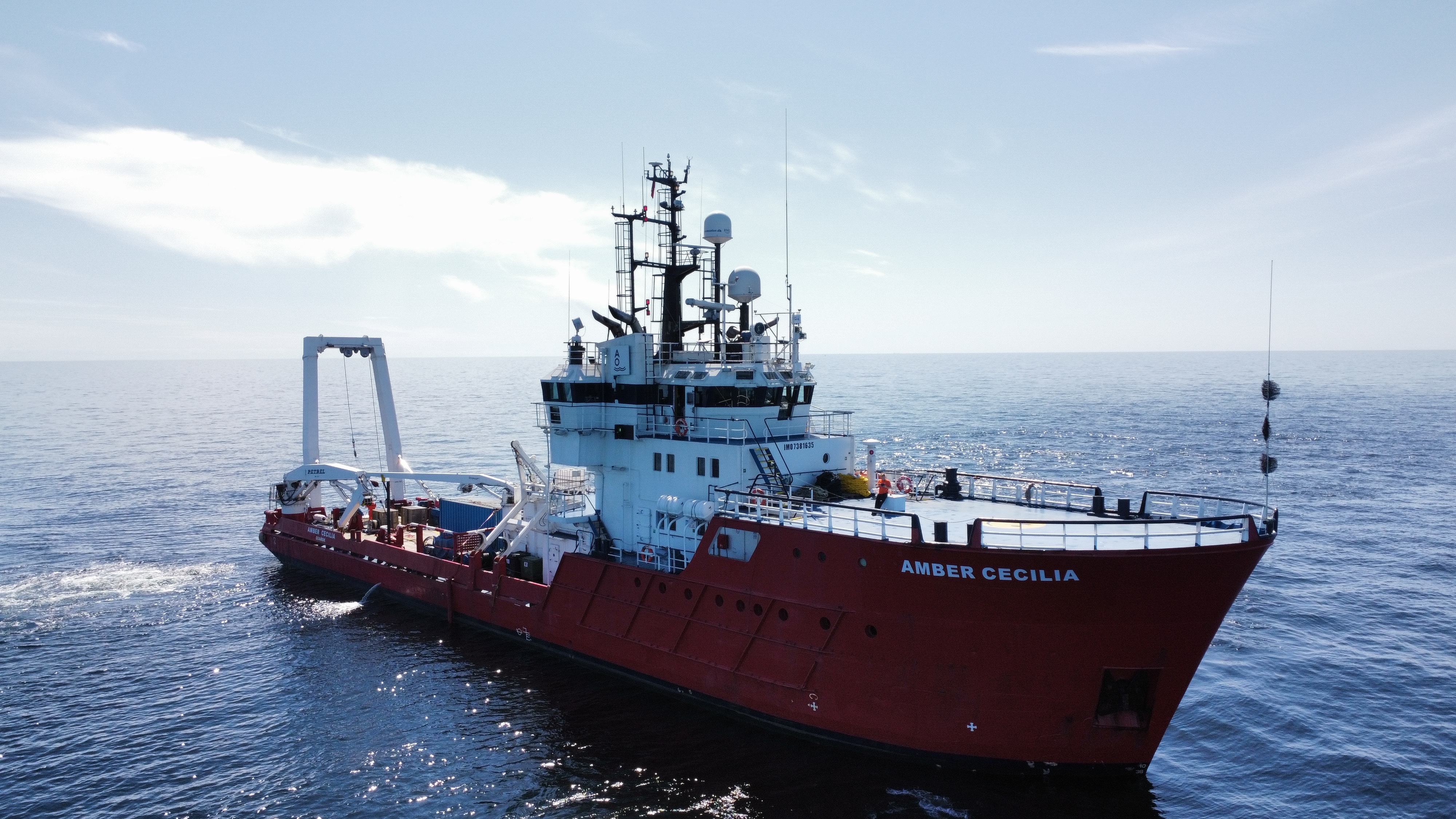
Amber Cecilia

Amber Offshore – polska firma, powstała w celu świadczenia specjalistycznych usług związanych z obsługą jednostek pływających. Obecnie firma posiada i obsługuje dwa statki badawcze Amber Cecilia i Amber Agatha, które mogą prowadzić badania geofizycznie i geotechniczne dna morskiego. Firma założona założona została w pełni z polskiego kapitału, zarejestrowała statki pod polską banderą oraz obsadziła polską załogą.